# Parque del Plata
Parque del Plata és un municipi i un balneari del sud de l'Uruguai, ubicat al departament de Canelones. Forma part de la Costa de Oro.

## Geografia
Es troba al sud del departament de Canelones, a la Costa de Oro. És un balneari tradicional i històric, localitzat a 49 km de la capital del país, la ciutat de Montevideo. Limita a l'oest amb Las Toscas i a l'est amb el rierol Solís Chico.

## Població
Segons les dades del cens de 2004, Parque del Plata tenia una població aproximada de 5.900 habitants. No obstant això, aquest nombre varia estacionalment, es fa constar que durant l'estiu amb massa freqüència es va triplicar.

## Govern
L'alcalde de Parque del Plata és Julio López.